# Walter Korn
Walter Korn (Praga, 22 de mayo de 1908-San Mateo (California), 9 de julio de 1997) fue un escritor de libros y artículos de ajedrez de origen judío nacido en la actual República Checa, naturalizado estadounidense. A pesar de su nivel como escritor, no consta que jugara al ajedrez en torneos de competición. Korn fue Juez Internacional de Composiciones de Ajedrez de la Federación Internacional (FIDE) y escribió la entrada completa para «Ajedrez» en la Encyclopædia Britannica (1972).

## Biografía
Korn huyó de Checoslovaquia en 1939 para recalar en Londres. Varios años más tarde, tras finalizar la Segunda Guerra Mundial, dirigió la Administración de las Naciones Unidas para el Auxilio y la Rehabilitación en Alemania, ayudando a reubicar supervivientes de campos de concentración. En 1948 ocupó el cargo de director nacional de World ORT en Ginebra. Emigró a los Estados Unidos en 1950 y vivió en Detroit, donde trabajó como gerente comercial del Jewish Community Center. De 1960 a 1964 vivió en Israel, trabajando tanto para el Comité de Distribución Conjunta como para la United Jewish Appeal.
Korn fue autor de Modern Chess Openings, considerada una obra clave sobre aperturas de ajedrez. Cada cinco años aproximadamente sale una nueva edición de Modern Chess Openings lo que la convierte en básica para los jugadores de ajedrez profesionales. En los últimos años, Korn pidió la ayuda de jugadores de alto nivel, como los Grandes Maestros Larry Evans y Nick de Firmian; él, mientras, continuó como coautor. Además de la mencionada, también escribió otras sobre ajedrez como American Chess Art: 250 Portraits of Endgame Study o The Brilliant Touch in Chess.